# The Edge of Seventeen – Das Jahr der Entscheidung
The Edge of Seventeen – Das Jahr der Entscheidung (Originaltitel The Edge of Seventeen) ist ein US-amerikanischer Coming-of-Age-Film aus dem Jahr 2016. Er handelt von einer 17-jährigen Schülerin, die schon seit ihrer Kindheit nie wirklich zu ihren Mitmenschen gefunden hat und sich seit jeher gegenüber ihrem älteren Bruder minderwertig fühlt, vor allem nach dem Tod ihres Vaters. Als ihre beste Freundin eine Beziehung mit ihrem Bruder anfängt, muss sie lernen, weitere zwischenmenschliche Verbindungen zu knüpfen, wobei ihr ein Lehrer hilft.
Die Dramedy feierte ihre Premiere am 16. September auf dem Toronto International Film Festival 2016 und kam am 18. November in die amerikanischen Kinos, nachdem der ursprüngliche Veröffentlichungs-Termin am 30. September vom Verleiher STX Entertainment verschoben wurde. In Deutschland war die Produktion nicht im Kino zu sehen, wurde aber am 30. März 2017 auf DVD und Blu-Ray veröffentlicht.

## Handlung
Nadine Franklin ist eine 17-jährige Elftklässlerin einer High School und lebt in einem Vorort von Portland. Aufgrund der schwierigen Verhältnisse zu ihrem älteren Bruder Darian, einem beliebten und attraktiven Fußballspieler, sowie der Mutter Mona, hat sie nur ihren Vater Tom. Als dieser einem Herzinfarkt erliegt, bleibt ihr nur noch die beste Freundin Krista als ihre einzige Bezugsperson.
Eines Tages veranstaltet Darian im Haus eine Pool-Party, während sich Nadine und Krista im Obergeschoss betrinken. Nachdem Nadine eingeschlafen ist, kommen Krista und Darian sich näher. Als Nadine am Morgen darauf beide in Darians Bett vorfindet, gerät die Freundschaft aus den Fugen. Nadine wendet sich daraufhin dem Klassenkameraden Erwin Kim, einem sehr guten Schüler und Film-Geek, zu, obwohl sie sich eigentlich zu dem etwas älteren Schüler Nick Mossman, der bereits im Jugendgefängnis einsaß, hingezogen fühlt.
Nachdem sich die Beziehung von Darian mit Krista intensiviert, gerät Nadine weiter unter Druck. Aufgrund der eigenen Unsicherheit, kommt mit Erwin jedoch keine Beziehung zustande, obwohl sich beide sehr gut verstehen und es auf einem  Riesenrad in einen Vergnügungspark fast zu einem Kuss gekommen wäre. Nachdem sich beide erneut bei Erwin zuhause treffen, entwickelt sich ihre Beziehung, vorerst nur platonisch, weiter. Bei der Einladung zu einem Kurzfilm-Festival sagt Nadine erfreut zu.
Bei einer Konfrontation zwischen Nadine und Krista kommt es letztlich zu einem Bruch der Freundschaft, da sich Krista nach Nadines Ultimatum für Darian entscheidet. In ihrer Verzweiflung wendet sich Nadine intensiver an den  Geschichtslehrer Max Bruner, zu dem sich mit der Zeit ein inniges Band entwickelt. In ihm findet sie jemanden, mit dem sie über ihre Sorgen und Ängste reden kann, trotz der beiderseits sarkastischen und bissigen Sprüche über den jeweils anderen. Bis auf ihre Unterhaltungen mit Bruner, fühlt sich Nadine dennoch einsam, da ihr die Freundschaft mit Krista fehlt.
Als Mona Nadine eines Frühs zur Schule fährt, geraten sie im Auto in einen heftigen Streit, der dazu führt, dass Mona Nadine kurzerhand mit zur Arbeit nimmt. Nachdem sich der Streit intensiviert, entwendet Nadine daraufhin die Autoschlüssel ihrer Mutter und fährt davon. Völlig aufgewühlt, versendet sie in ihrer Aufregung versehentlich eine anzügliche Nachricht an Nick. Sie eilt  daraufhin entsetzt zu Bruner und bittet ihn um Hilfe. Wenig später erhält sie eine Antwort von Nick, der sie auf eine Verabredung einlädt. Als diese wenige Stunden später vollends scheitert, ruft Nadine erneut Bruner an, der sie zu sich nach Hause bringt. Hier macht sie Bekanntschaft mit seiner Ehefrau Greer und ihrem Baby und sieht zum ersten Mal seit langem eine glückliche Familie. Nachdem Bruner Darian kontaktiert und die Geschwister sich aussprechen, kommt der jahrelange Streit zu einem Ende.
Auch mit Krista und der Mutter im Reinen, macht sich Nadine am nächsten Tag auf dem Weg zum Kurzfilm-Festival, zu dem sie Erwin eingeladen hat. Dort wird dessen Produktion aufgeführt, in der es um einen Außerirdischen geht, der sich in ein Mädchen auf der High School verliebt, von dieser jedoch abgewiesen wird. Nach der Vorführung entschuldigt sich Nadine bei Erwin für ihr langes Zögern und gesteht ihm ihre Liebe. Erwin erhält für die erfolgreiche Premiere Glückwünsche von den anderen Filmemachern, denen er Nadine vorstellt. Sie lächelt dabei und ist nun endlich in der Lage, sich anderen zu öffnen.

## Produktion
Kelly Fremon Craig schickte ihr Drehbuch mit dem Titel Besties bereits 2011 an James L. Brooks, da sie sich erhoffte, ihn als Produzenten zu gewinnen. Brooks sagte zu, legte ihr allerdings nahe, die Handlung umzuschreiben, nach seinen Worten sollte sich Craig überlegen, was sie mit der Geschichte über das Leben sagen wolle. Craig änderte schließlich das Skript, das sich vorher fast ausschließlich auf die komischen Aspekte der Handlung und Nadines Freundschaft zu Krista konzentriert hatte.
Vier Jahre später begann die Vorproduktion. Craig verfasste nicht nur das Drehbuch, sondern führte auch erstmals die Regie bei einem Film. Am 4. August 2015 wurde Hailee Steinfeld in der Hauptrolle besetzt, am 24. September Woody Harrelson und Kyra Sedgwick als Mr. Bruner und Mona, am 6. Oktober schließlich auch Blake Jenner in der Rolle des Darian.
Die Dreharbeiten starteten am 21. Oktober 2015 in Vancouver, weitere Drehorte waren Anaheim, Metro Vancouver, die örtliche High School und das Stadtzentrum von Surrey sowie Port Moody, in der die Szenen auf dem Kurzfilm-Festival gedreht wurden. Der letzte Drehtag war der 3. Dezember.

## Veröffentlichung
Der Film spielte bei Produktionskosten von neun Millionen Dollar 19,4 Millionen Dollar ein, wobei sich 14,4 Millionen auf die Zuschauer in den Vereinigten Staaten und Kanada beliefen.
In Nordamerika kam die Produktion zeitgleich mit Phantastische Tierwesen und wo sie zu finden sind sowie landesweiten Veröffentlichungen von Moonlight und Die irre Heldentour des Billy Lynn in die Kinos. Laut ersten Prognosen sollte er bei Aufführungen in 1900 Kinos am Startwochenende ungefähr acht Millionen Dollar einspielen. Da er nach dem ersten Tag allerdings lediglich 1,8 Millionen Dollar eingespielt hatte, wurde die Schätzung auf vier bis fünf Millionen Dollar heruntergesetzt. Nach dem ersten Wochenende spielte er schließlich 4,8 Millionen Dollar ein und war auf Platz sieben der meistgesehenen Filme des Kontinents.

## Rezeption
In der Internet Movie Database erreichte der Film eine Bewertung von 7,3 von zehn Sternen basierend auf 108.527 abgegebenen Stimmen. Auf Rotten Tomatoes beträgt der Kritiker-Wert 94 Prozent basierend auf 216 Kritiken, die Zuschauer-Bewertung 83 Prozent basierend auf 27286 abgegebenen Stimmen. Auf Metacritic ergab sich eine Kritiker-Wertung von 77 von 100 basierend auf 38 Kritiken beziehungsweise ein Zuschauer-Wert 7,7 von zehn basierend auf 206 abgegebenen Stimmen.
Jon Frosch schrieb in der The Hollywood Reporter, dass die Produktion das Risiko eingehe, offen und ehrlich zu sein, was sich auszahle. The Edge of Seventeen sei deutlich weniger „schelmisch, prätentiös und scharfkantig“ als moderne Filme des Genres. Stattdessen lebe er von „forschem Humor und scharfsichtiger Empathie“ für die liebenswerte, raue Protagonistin. Die Handlung mache sich weder schamlos über ihre routinehaften, jugendlichen Krisen lustig, noch behandle sie sie mit „klimpernder Ernsthaftigkeit“. Der Film werde wahrscheinlich nicht von John Hughes-Nostalgikern mit offenen Armen empfangen, allerdings sei Nadine eine direkte Nachfahrin von seinen Figuren wie Samantha aus Das darf man nur als Erwachsener, da sie ebenfalls voll von Unsicherheiten und Feindseligkeiten, „pathologisch selbstkritisch“ und viel reizvoller sei, als sie wahrhaben will. Nadines Beziehungen zu ihren beiden möglichen Verehrern würden glaubwürdig dargestellt, ebenso ihre Verbindung zu ihrem Lehrer Mr. Bruner, den Woody Harrelson mit gewohnt genauem komödiantischem Timing darstelle. Kelly Fremon Craig versuche nichts Großes oder visuell Kühnes, dies sei aber in Ordnung, da sie wisse, wie sie die Handlung am Laufen halte, auch wirkten die Dialoge nie „fieberhaft hip“ oder rein auf die Zielgruppe fokussiert. Die Stärke des Films liege darin, wie ernst er die Probleme der Figuren und ihre fragilen Emotionen nehme, auch wenn er sie für zarte Gags „frisiere“ und sie zu vorhersehbaren Lösungen führe. Hailee Steinfeld stelle Nadines Stimmungsschwankungen, sich verändernde Bindungen als auch ihre Herzensgutheit lebendig dar, auch wenn es nicht immer einfach sei, ihre Figur zu mögen. Jedoch würde sich Nadine am Ende nicht plötzlich in einen Schatz verwandeln, sondern hätte sich persönlich weiterentwickelt und sich so wie auch der Film selbst den Respekt der Zuschauer verdient.
Justin Chang war in der Los Angeles Times der Ansicht, dass der Film ein „unerwarteter Gewinn“ und eine seltene Coming-of-Age-Produktion sei, die sich weniger wie eine Runderneuerung, sondern eine Wiederherstellung anfühle. Der Film sei vom Anfang bis zum Ende „entwaffnend klug, lustig und fürsorglich“. Die „komischen Takte“ seien zumeist wohlbekannt, dafür spiele sich die Handlung in einer „markant intimen, emotionalen Stimmlage“ ab. In der ehrwürdigen Tradition von Teenager-Komödien der Regisseure John Hughes und Cameron Crowe sowie im „warmen komödiantischen Geist“ des Produzenten James L. Brooks betrachte Craig das Innenleben ihrer Hauptfigur nicht als „Schrot für Gags und eklige Spielereien“, sondern als etwas, das mit Wärme und Feingefühl sowie ohne Herablassung behandelt werden sollte. Die Nebenhandlung mit Erwin sei charmant, Nadines trockene Gespräche mit Bruner eines der Vergnügen des Films. Nadines häufige Witzeleien besäßen eine „wunderbar ungefilterte sexuelle Offenheit“, aber selbst ihre höhnischsten Bemerkungen seien im Gegensatz zu den Dialogen in Juno plausibel. Steinfeld liefere im Film ihre beste Leistung seit True Grit ab, ihr gelinge die schwierige Aufgabe, sowohl schnippisch als auch charismatisch zu agieren. Harrelson würde in seiner Rolle dem Klischee des verständnisvollen Lehrers eine „magenverstimmte Wendung“ verleihen. Die Produktion würde mit ruhiger und geduldiger Hand Nadines schlechte Meinung von sich selbst nachjustieren, und dabei auch nicht die anderen Figuren außer Acht lassen. Craig erweitere Gnade und Verständnis in alle Richtungen und verwandle Konflikte im dritten Akt geschickt in eine Serie von kleinen, aber bedeutsamen Nervenzusammenbrüchen. Hierbei steche vor allem Kyra Sedgwick als frustrierte, führungslose Mutter heraus. Chang schloss seine Kritik mit den Worten, dass The Edge of Seventeen alle berühren werde, die in dysfunktionalen Familien aufwuchsen.
Laut Stephanie Zacharek der Time würde in Craigs „strahlend lustigem und scharfsinnigem Debüt“ niemand ungeschoren davonkommen, erst recht nicht die Protagonistin Nadine. Es gäbe an vielen Stellen Fehlverhalten und Missverständnisse, vor allem im Bezug auf Nadine, die sich mürrisch, ungeduldig, ablehnend, ständig wütend und ichbezogen verhalte sowie oft verbal auf andere losgehe, weswegen man sie als Zuschauer am liebsten „schütteln“ würde. Das mache sie aber nicht unsympathisch, sondern glaubwürdig. Craig kaschiere Nadines „Stacheligkeit“ nicht und stelle ihre herablassende Art gegenüber dem „superklugen und supersüßen“ Erwin genau dar. Nadine sei furchtbar, aber je schrecklicher ihr Verhalten, umso mehr empfinde man als Zuschauer für sie, was vor allem an Steinfelds Leistung liege: Sie sei eine in „Sneakers herum stampfende Gewitterwolke“ und doch vielversprechend. Selbst wenn ihr Benehmen unentschuldbar sei, kämen Schimmer der Person, zu der sie sich entwickle, zum Vorschein. Der Film sei vor allem in seinem Porträt von Teenager-Sex scharfsinnig. Auf eine gewisse Art und Weise wirke The Edge of Seventeen wie eine typische Coming-of-Age-Produktion, was aber nur daran liege, dass viele Arten des Erwachsenwerdens banal und berechenbar seien. Craig und ihre wunderbaren Darsteller hätten das Genre aufgefrischt: Obwohl die Grundhandlung vertraut wirke, treffe sie auch freimütige, nuancierte Töne. Nadine halte sich sowohl für den „Erdmittelpunkt“ als auch für wertlos. Ihre Sternstunde sei dann, als sie mit beiden Denkweisen bricht. Nur dann sei sie an der Grenze und am Anfang von allem.
Alissa Wilkinson von Vox bewertete den Film mit vier von fünf Sternen. Laut ihr setze The Edge of Seventeen den neuen Trend der 2010er Jahre wie beispielsweise in Einfach zu haben, Erwachsene in Teenager-Komödien als cool, rücksichtsvoll und verantwortungsbewusst darzustellen, fort, was nicht nur erfrischend und interessant sei, sondern auch die jugendlichen Charaktere komplexer werden lasse. Der Film sei entzückend und ehrlich, zudem habe er eine „reife Seele“. Er fange wie eine typische Teenager-Komödie an, enthülle aber überraschende Tiefgründigkeit und stelle Tropen auf den Kopf. Keine der Figuren sei das, was man von derartigen Figurentypen erwarte, selbst Erwin nicht, der aufgrund seiner koreanischen Herkunft und der damit verbundenen guten Noten und Identität als Geek zunächst stereotyp wirke, was später aber überraschend verdreht werde. Alle Charaktere hätten einen verwundernden Aspekt, der sich im Nachhinein als vollkommen realistisch herausstelle. Wie in My Mad Fat Diary würde die Verletzbarkeit der Hauptfigur hinter Antipathie versteckt, auch hätten beide Produktionen einen ausgeprägten Sinn für den inneren Konflikt Jugendlicher. Zudem gäbe es eine Gemeinsamkeit mit Sing Street, da beide auf eine lockere Art und Weise die realistischen Probleme von Jugendlichen ernst nehmen würden, ohne dabei bevormundend zu sein. Der Film sei dabei auch eine unterhaltende Komödie, Steinfeld spiele die „kompromisslose Naivität“ der Hauptfigur glaubwürdig. Wilkinson lobte auch die Tatsache, dass Nadine letztendlich mit Erwin, der asiatischer Amerikaner ist, zusammenkommt, was immer noch selten vorkomme. Der Film sei das Gegenteil einer Fantasie-Realität oder „Ätzende-Erwachsene-Farce“. Es sei gut, dass The Edge of Seventeen sowohl die positiven als auch die negativen Seiten des Erwachsenwerdens aufzeige.

## Auszeichnungen und Nominierungen (Auswahl)
AFCA Award 2016
- Nominierung für den besten Debüt-Film

CFCA Award 2016
- Nominierung in der Kategorie Vielversprechendster Filmemacher, für Kelly Fremon Craig

Critics’ Choice Movie Awards 2016
- Nominierung in der Kategorie Bester Jungdarsteller, für Hailee Steinfeld
- Nominierung in der Kategorie Beste Hauptdarstellerin in einer Komödie, für Hailee Steinfeld
- Nominierung in der Kategorie Beste Komödie

DFCS Award 2016
- Auszeichnung in der Kategorie Bester Durchbruch, für Kelly Fremon Craig
- Nominierung in der Kategorie Bester Film

TFCA Award 2016
- Zweiter Platz in der Kategorie Bester Debütfilm

Village Voice Film Poll 2016
- Vierter Platz in der Kategorie Bestes Spielfilm-Debüt

Artios Award 2017
- Nominierung in der Kategorie Bestes Casting eines Comedy-Spielfilms – Studio oder Independent, für Melissa Kostenbauder, Coreen Mayrs und Heike Brandstatter

Directors Guild of America Award 2017
- Nominierung in der Kategorie Beste Regie bei einem Spielfilm-Debüt, für Kelly Fremon Craig

Golden Globe Awards 2017
- Nominierung in der Kategorie Beste Hauptdarstellerin – Komödie oder Musical, für Hailee Steinfeld

Golden Tomato Awards 2017
- Fünfter Platz in der Kategorie Beste Komödie des Jahres 2016

MTV Movie & TV Awards 2017
- Nominierung in der Kategorie Film des Jahres
- Nominierung in der Kategorie Bester Filmschauspieler, für Hailee Steinfeld

NYFCC Award 2017
- Auszeichnung in der Kategorie Bestes Erstlingswerk, für Kelly Fremon Craig (zusammen mit Trey Edward Shults für Krisha)

Teen Choice Awards 2017
- Nominierung in der Kategorie Choice Movie: Drama
- Nominierung in der Kategorie Choice Movie Actress: Drama, für Hailee Steinfeld

## Synchronisation
Die Synchronisation des Films wurde bei der SDI Media Germany nach einem Dialogbuch und unter der Dialogregie von Boris Tessmann erstellt.
| Rolle           | Darsteller          | Synchronsprecher  |
| --------------- | ------------------- | ----------------- |
| Nadine Franklin | Hailee Steinfeld    | Victoria Frenz    |
| Max Bruner      | Woody Harrelson     | Thomas Nero Wolff |
| Krista          | Haley Lu Richardson | Alice Bauer       |
| Krista (Kind)   | Ava Grace Cooper    | Noa Sarah Hadad   |
| Darian Franklin | Blake Jenner        | Ricardo Richter   |
| Erwin Kim       | Hayden Szeto        | Rainer Fritzsche  |
| Mona Franklin   | Kyra Sedgwick       | Sabine Arnhold    |
| Tom Franklin    | Eric Keenleyside    | Michael Iwannek   |
| Nick Mossman    | Alexander Calvert   | Julien Haggège    |
| Greer Bruner    | Meredith Monroe     | Marie Bierstedt   |